# 酸化ストレス

組織損傷における酸化ストレスのメカニズム。生体異物によって引き起こされる遊離基の毒性と、それに続いて起こる細胞内酵素による解毒作用。

酸化ストレス（さんかストレス、英: Oxidative stress）とは、活性酸素が産生され障害作用を発現する生体作用と、生体システムが活性酸素を直接解毒したり、生じた障害を修復したりする生体作用との間で、均衡が崩れた状態のことである。生体組織の通常の酸化還元状態が乱されると、過酸化物やフリーラジカルが産生され、タンパク質、脂質そしてDNAが障害されることで、様々な細胞内器官が障害を受ける。
酸化ストレスの人体への影響は大きい。判明しているだけでも、ADHD、がん、アテローム動脈硬化症、パーキンソン病、ラフォラ病、心不全、心筋梗塞、アルツハイマー病、鎌状赤血球症、脆弱X症候群、扁平苔癬、尋常性白斑、自閉症、うつ病、慢性疲労症候群、およびアスペルガー症候群などの疾患・症候等が酸化ストレスと関与している。
しかしながらその反面で、活性酸素種は病原体を攻撃し殺すための免疫系としての機能も持ち併せているため有益な機能でもあり得る。また短期間の酸化ストレスについても、ミトホルミシスと呼ばれる老化の進行のプロセスを予防する上で重要な役目を果たす場合がある。

## 化学的な作用
酸化ストレスは、化学的には酸化種の生産量の増加、またはグルタチオンなどの抗酸化防御の有効性の大幅な低下に関連している。酸化ストレスの影響はこれらの変化の大きさに依存しており、これにより細胞は僅かな摂動にも抗して元の状態を維持することができる。しかしながら、それもより強くなると細胞死のリスクを引き起こすこともあり、適度であればアポトーシスを誘発する程度に留まるものの、過度の強いストレスは細胞の壊死を引き起こす可能性がある。
遊離基や過酸化物等を始めとする活性酸素の発生は、酸化ストレスの極めて大きなマイナス面の1つでもある。この内超酸化物などの特に反応性の低いものには、移金属またはキノンなどの酸化還元循環化合物との酸化還元反応によって、広範囲での細胞損傷を引き起こし得るより危険なラジカル種を生成するものもあり、長期的にはDNAの損傷をも与え得る。放射線によるDNAの損傷は酸化ストレスによるそれと似ており、これらの創傷は老化や癌に深く関係している。8-オキソグアニンやチミングリコールの発生のような放射線または酸化による一塩基損傷の生物学的な影響は広く議論されており、最近の議論の焦点はいくつかのより複雑な創傷に移っている。
ヒトの細胞は、KEAP1というタンパク質で酸化ストレスを感知し、転写因子Nrf2などにより様々な防御を試みる。